# Quinto Tineio Clemente
Quinto Tineio Clemente (in latino Quintus Tineius Clemens; fl. II secolo) è stato un console imperiale romano dell'anno 195, collega di Publio Giulio Scapola Tertullo Prisco.